# Sydlig vattensork

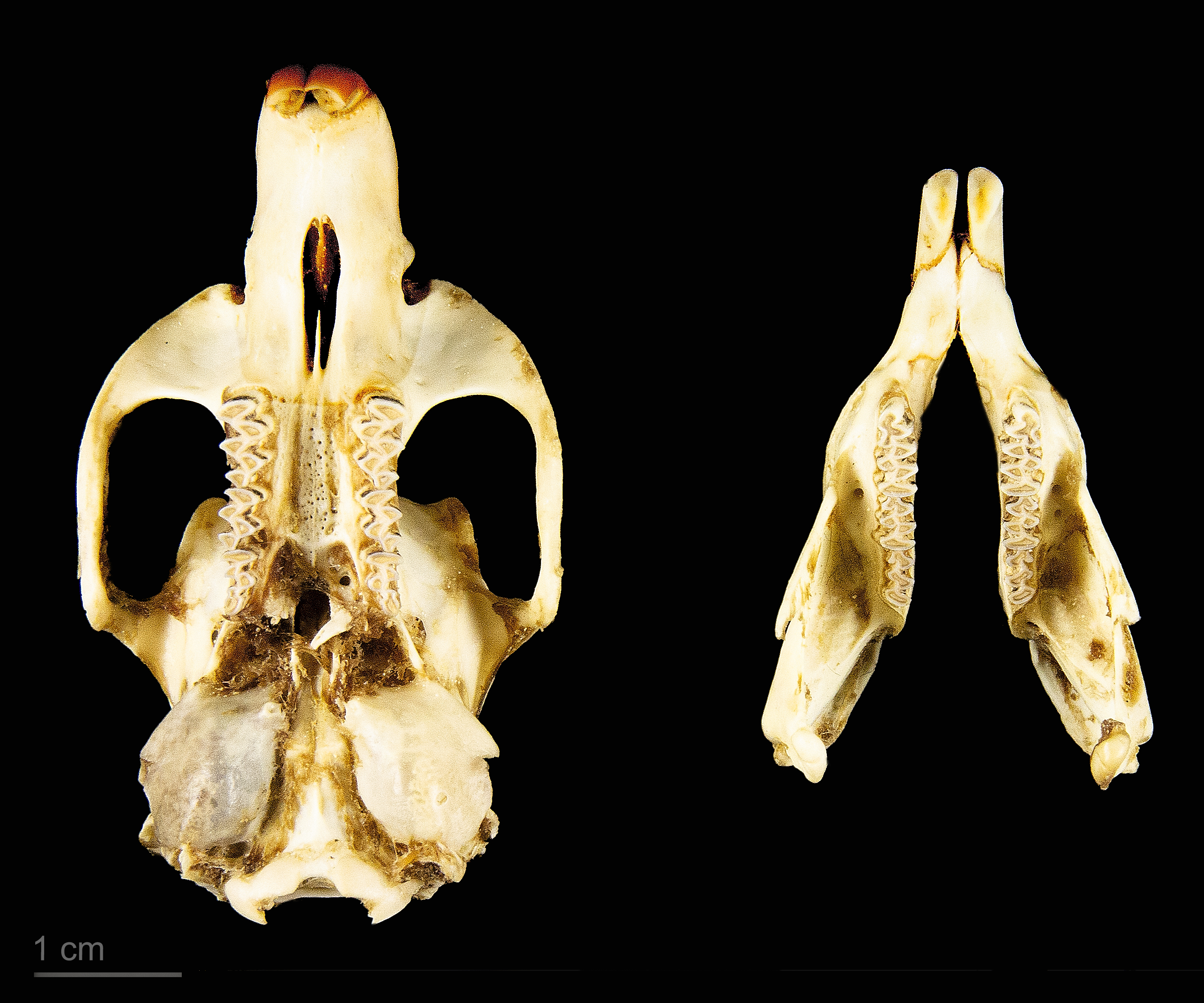
Arvicola sapidus

Sydlig vattensork (Arvicola sapidus) är en däggdjursart som beskrevs av Miller 1908. Den ingår i släktet jordsorkar och familjen hamsterartade gnagare. IUCN kategoriserar arten globalt som sårbar. Inga underarter finns listade.
Denna sork förekommer i Frankrike, Spanien och Portugal. I bergstrakter når arten 2300 meter över havet. Habitaten kan variera men det behövs alltid vattendrag eller vattenansamlingar som dammar eller sjöar i närheten.
Sydlig vattensork har en svartbrun päls som är något ljusare på undersidan. Huvudet kännetecknas av den avrundade nosen och små ögon samt öron. På svansen finns korta styva hår. Kroppslängden (huvud och bål) är vanligen 19 till 22 cm eller något mindre och svanslängden är 11 till 13 cm eller lite större.
Individerna gräver underjordiska tunnelsystem med en ingång på land och en ingång under vattenytan. En familjegrupp med upp till fem medlemmar lever tillsammans. Sydlig vattensork äter vattenväxter, gräs och örter samt några smådjur som insekter, fiskar och räkor. Arten är vanligen aktiv på dagen men ibland är den nattaktiv.
Mellan mars och oktober kan honorna få tre eller fyra kullar, med 2 till 8 ungar (oftast 3 till 6) i varje, efter en dräktighet som varar ungefär tre veckor. Ungarna blir könsmogna efter cirka fem veckor. Sydlig vattensork blir vanligen två och ibland upp till fyra år gammal.